# Подставка для напитков
Подстаканник, подставка для напитков, подставка для напитков или подставка для пива — это предмет, на который ставят напитки. Подставки защищают поверхность стола или любую другую поверхность, на которую пользователь может поставить стакан. Подставки на напитке также можно использовать, чтобы показать, что напиток не допит, или для предотвращения загрязнения (обычно от насекомых). Подставки также могут предотвратить обжигание поверхности стола горячими напитками. В пабах обычно расстилают пивные коврики. Они используются для защиты поверхности стола, как правило, из бумаги, а также могут поглощать конденсат, капающий по стеклу, или служить специальным блокнотом. Пивные коврики часто маркируются товарными знаками или рекламой алкоголя. Пивные коврики не следует путать с барными ковриками, прямоугольными кусками резины или абсорбирующим материалом, используемым для защиты столешниц или полов и ограничения распространения пролитых напитков в баре или пабе.

## История
Первые подставки были разработаны для графинов или винных бутылок, чтобы их можно было скользить (или «качать») по обеденному столу после того, как слуги ушли на пенсию. Они стали широко использоваться примерно после 1760 года. Ранние подставки имели форму неглубокого подноса или блюда из дерева, папье-маше, серебра или серебряной пластины. В 1880 году немецкая типография Фридрих Хорн представила первые подставки для пива из картона. В 1892 году Роберт Спут из Дрездена изготовил первый коврик для пива из древесной массы. Пивоварня Watney представила их в Соединенном Королевстве в 1920 году для рекламы своего светлого эля. Упаковочная компания Quarmby Promotions, основанная в 1872 году, начала производство пивных ковриков в Милнсбридже в 1931 году. После того, как Quarmby Promotions была передана Katz Group, она перенесла производство в Бригхаус, а в 2006 году — в Морли, Западный Йоркшир, прежде чем закрыть производство. в 2009 г. Блюдца также давно используются в западной культуре почти для той же цели. При чаепитии принято использовать набор из чашки и блюдца. К середине двадцатого века подставки для напитков, сделанные из разных материалов и стилей, производились для домашнего использования. Сегодня они распространены в качестве повседневных предметов домашнего обихода, а также используются в ресторанах.